# Quotum
Een quotum (meervoud quota) is een hoeveelheid. Dit kan zijn een totale hoeveelheid en/of een aandeel daarin. Dit laatste kan absoluut worden uitgedrukt, of relatief (een fractie of percentage).
Het gaat vaak om een voorgeschreven maximum, dus een hoeveelheid die men niet mag overschrijden, maar soms om een minimum of streefwaarde, bijvoorbeeld bij positieve discriminatie. Beter zou zijn de term quorum te gebruiken, dat de verplichte minimumwaarde aangeeft.
Voorbeelden:
- Invoerquota [sic], de maximale hoeveelheid die van een bepaald product uit het buitenland mag worden ingevoerd.
- Immigratiequotum
- Productiequota
  - Jachtquotum
  - Melkquotum
  - Visquotum
  - Druivenmost-opbrengst per hectare in de druiventeelt ten behoeve van wijn.
- Vrouwenquotum